# کاروانسرای صدرآباد
کاروانسرای صدرآباد مربوط به دوره صفوی، دوره قاجار است و در شهرستان قم، بخش مرکزی، بیرون روستای محمدآباد واقع شده است. این اثر در تاریخ ۶ آبان ۱۳۶۳ با شمارهٔ ثبت ۱۶۶۸ به عنوان یکی از آثار ملی ایران به ثبت رسیده است.